# Segorbe
Segorbe (Valenciaans: Sogorb) is een gemeente in de Spaanse provincie Castellón in de
regio Valencia met een oppervlakte van 106 km². Segorbe telt 9.005 inwoners (1 januari 2016).

## Bezienswaardigheden

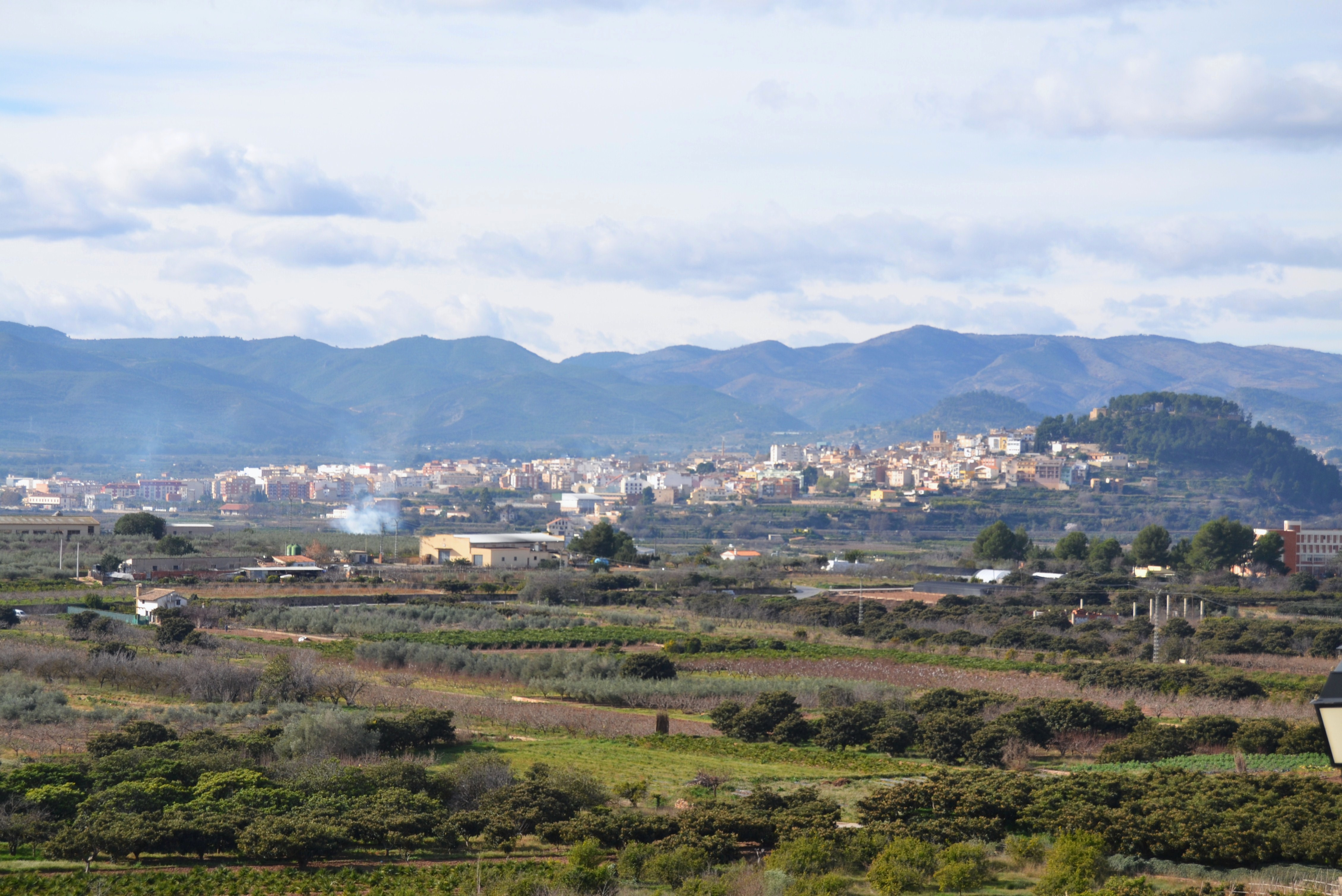
Gezicht op Segorbe
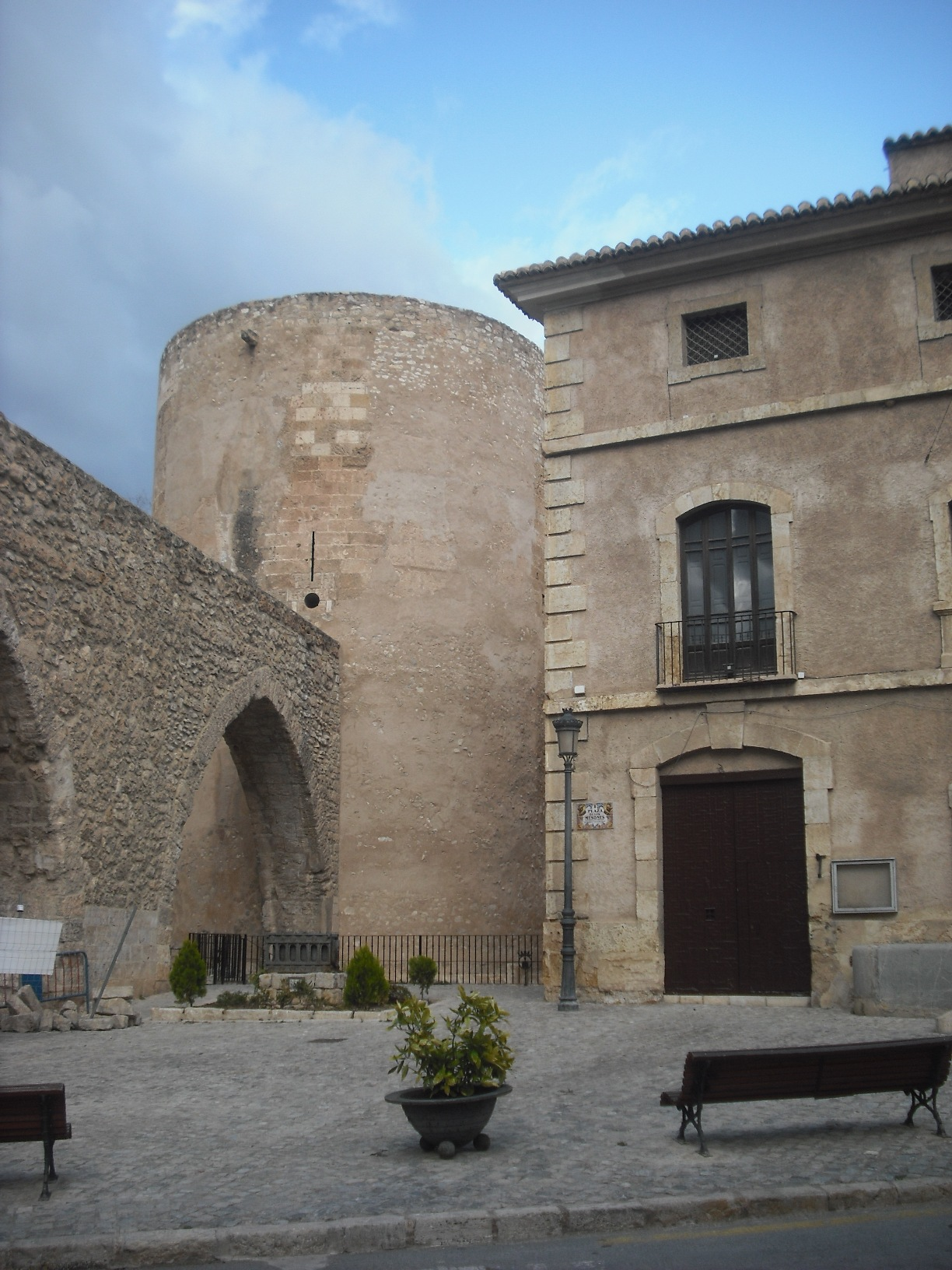
Segorbe, toren Botxi, aquaduct
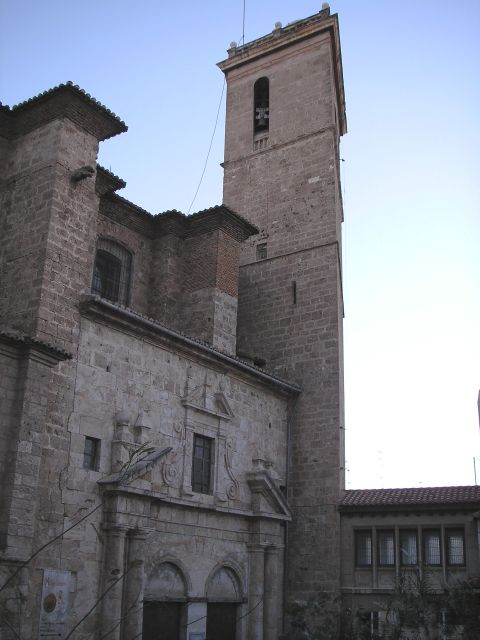
De kathedraal
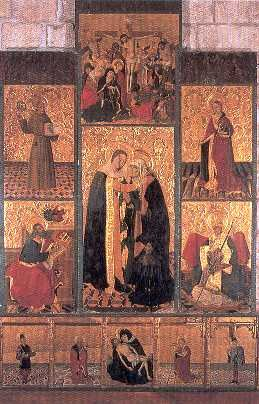
Altaarstuk in de kathedraal
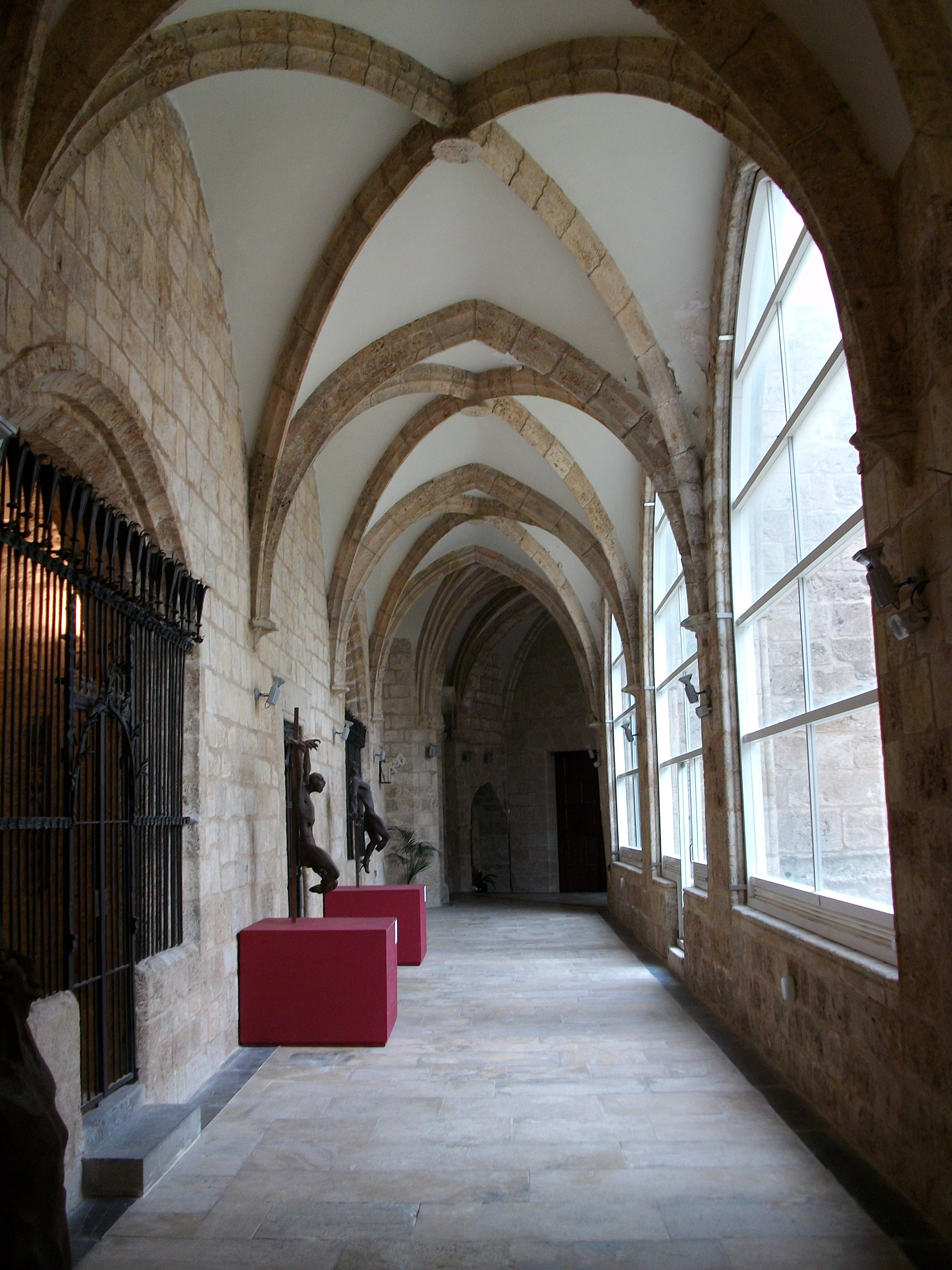
Kloostergang van de kathedraal, waarin museum van de kathedraal
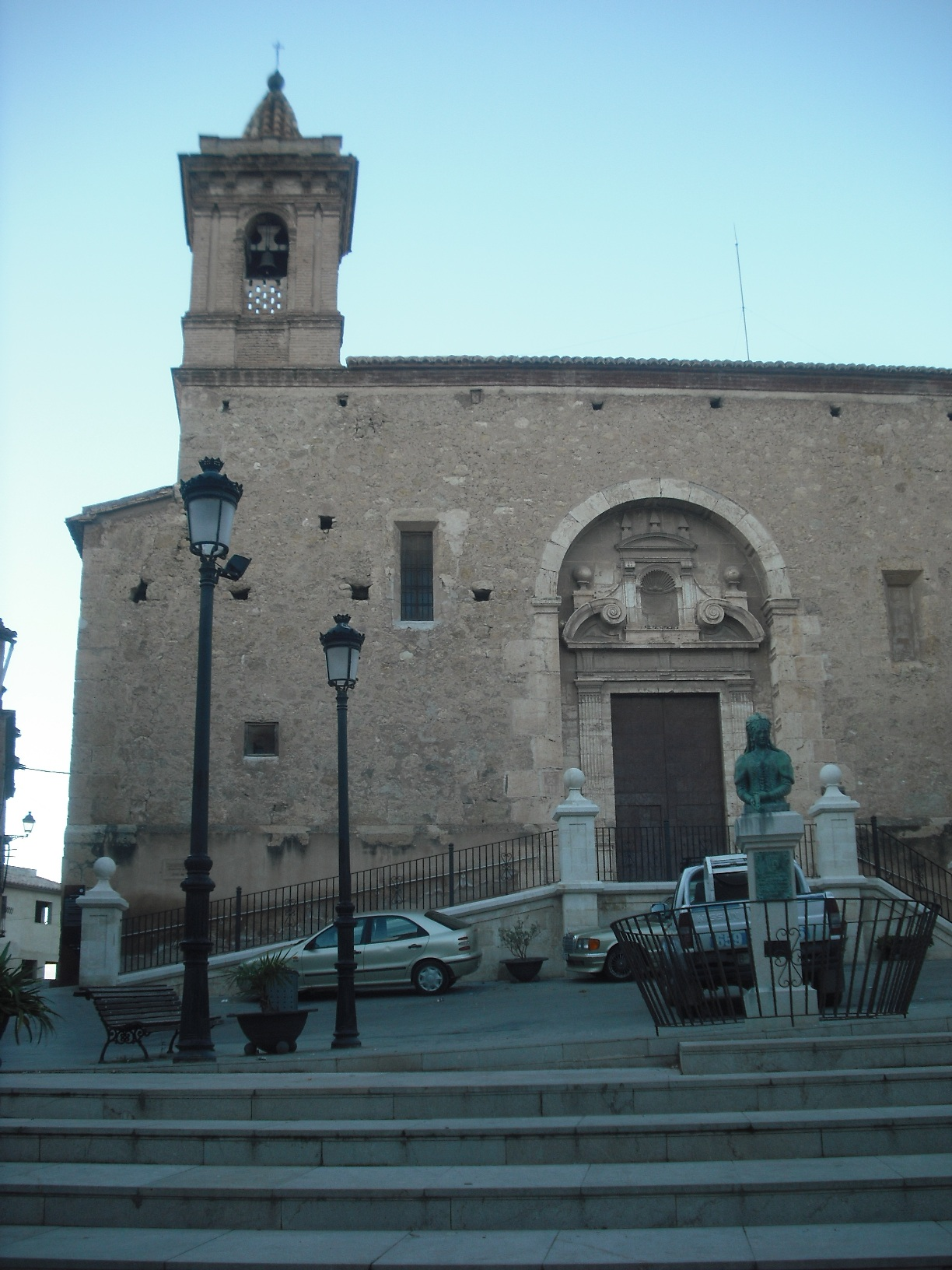
St. Maartenskerk (Iglesia de San Martín)
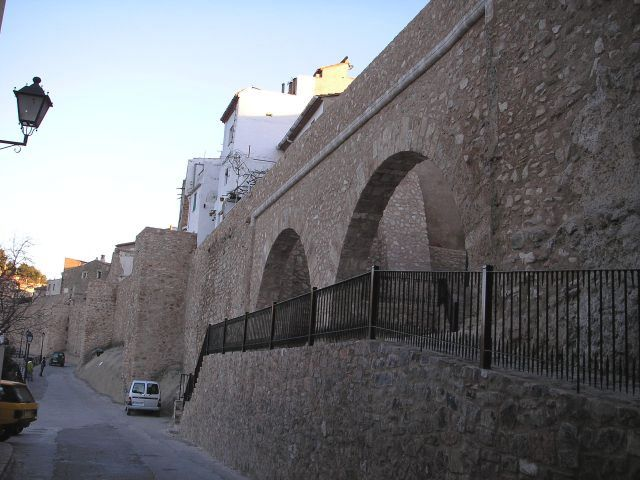
De oude stadsmuur
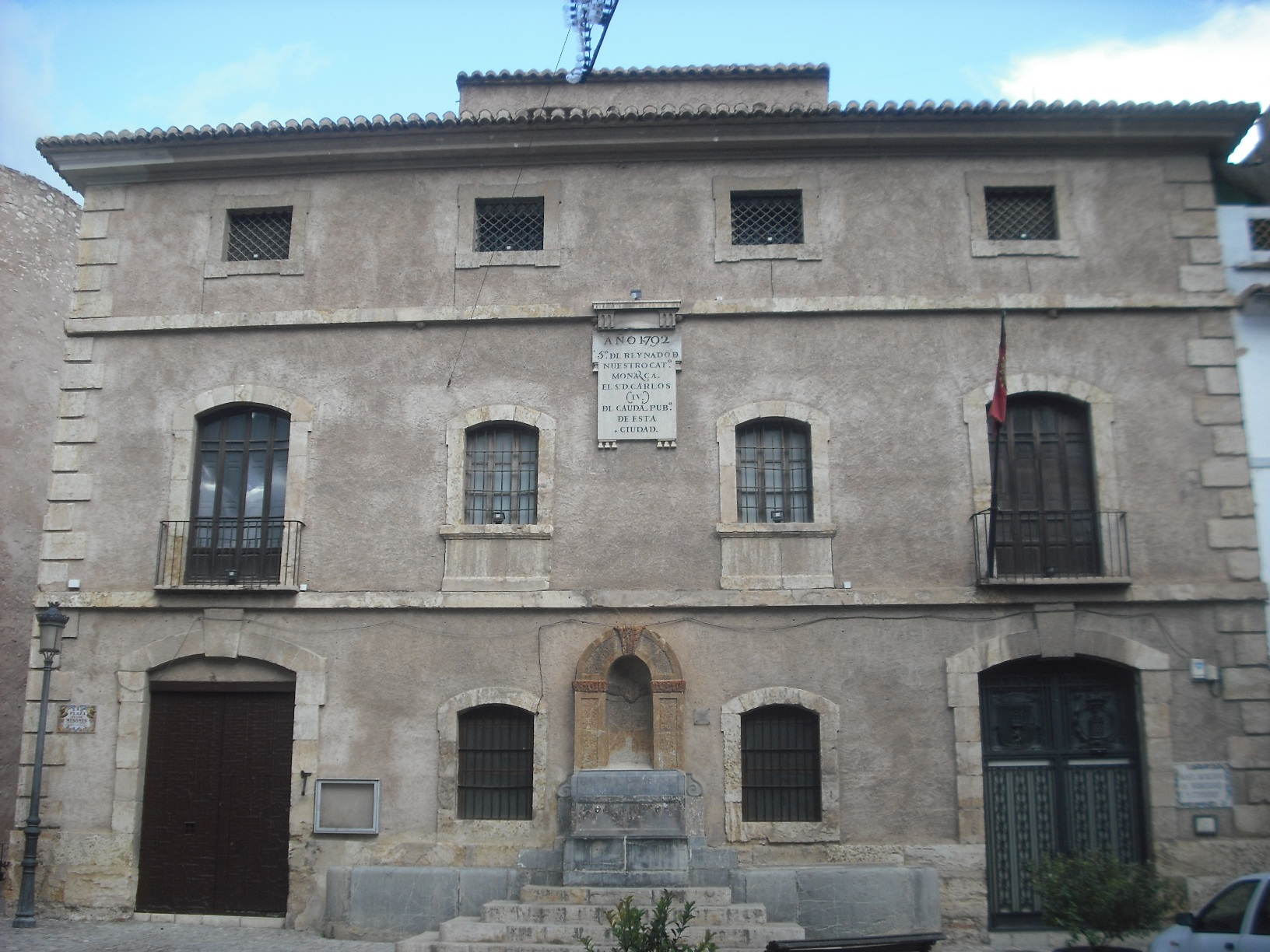
Het Archeologisch en Volkenkundig Museum
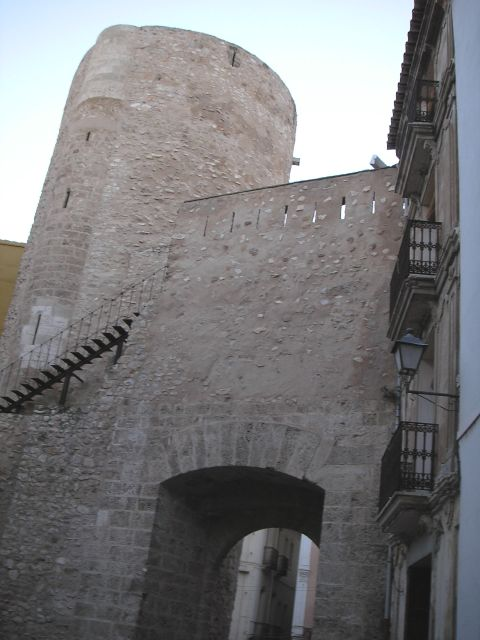
Gevangenistoren en poort van Teruel
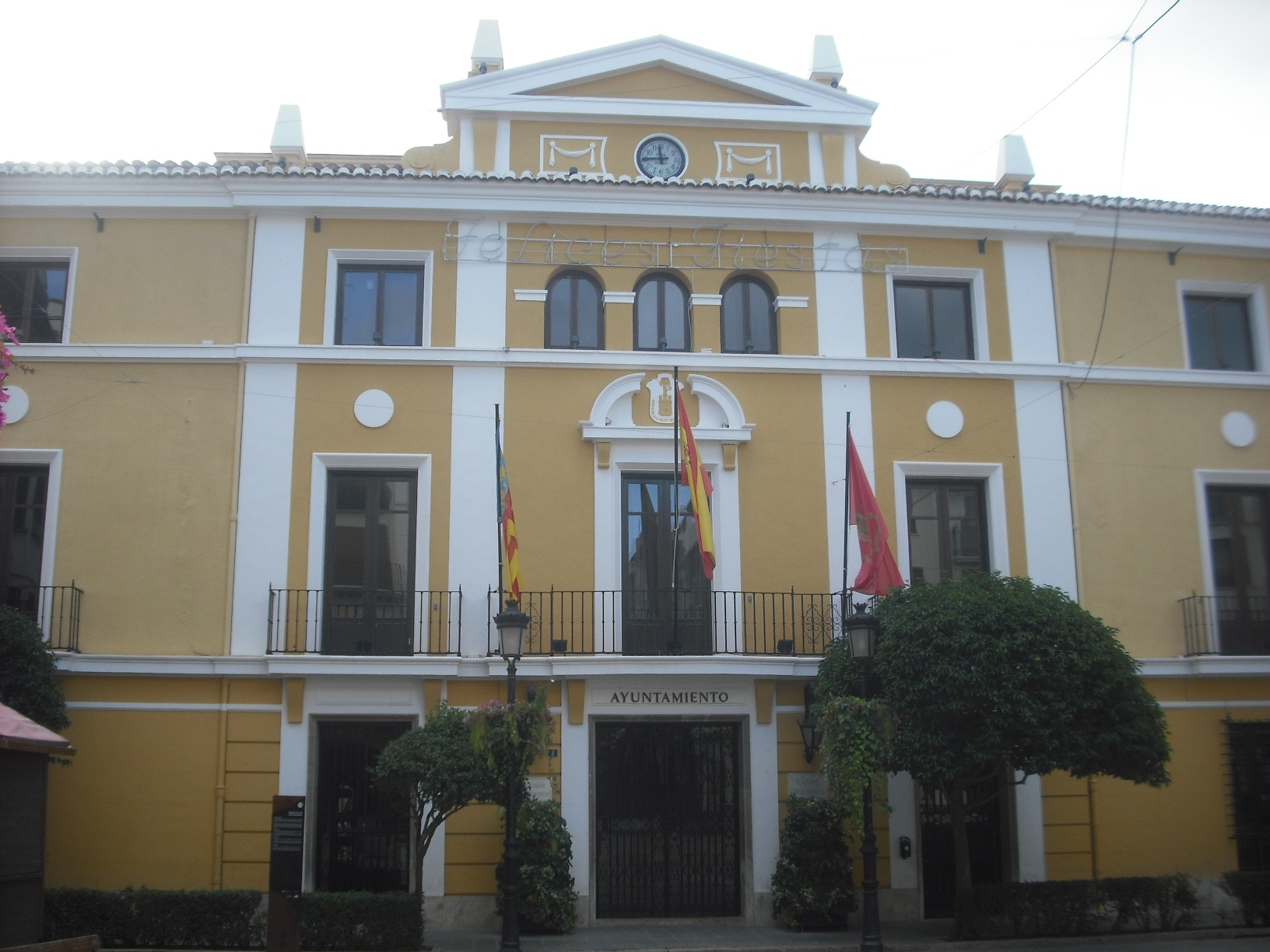
Voormalig hertogelijk paleis, thans gemeentehuis
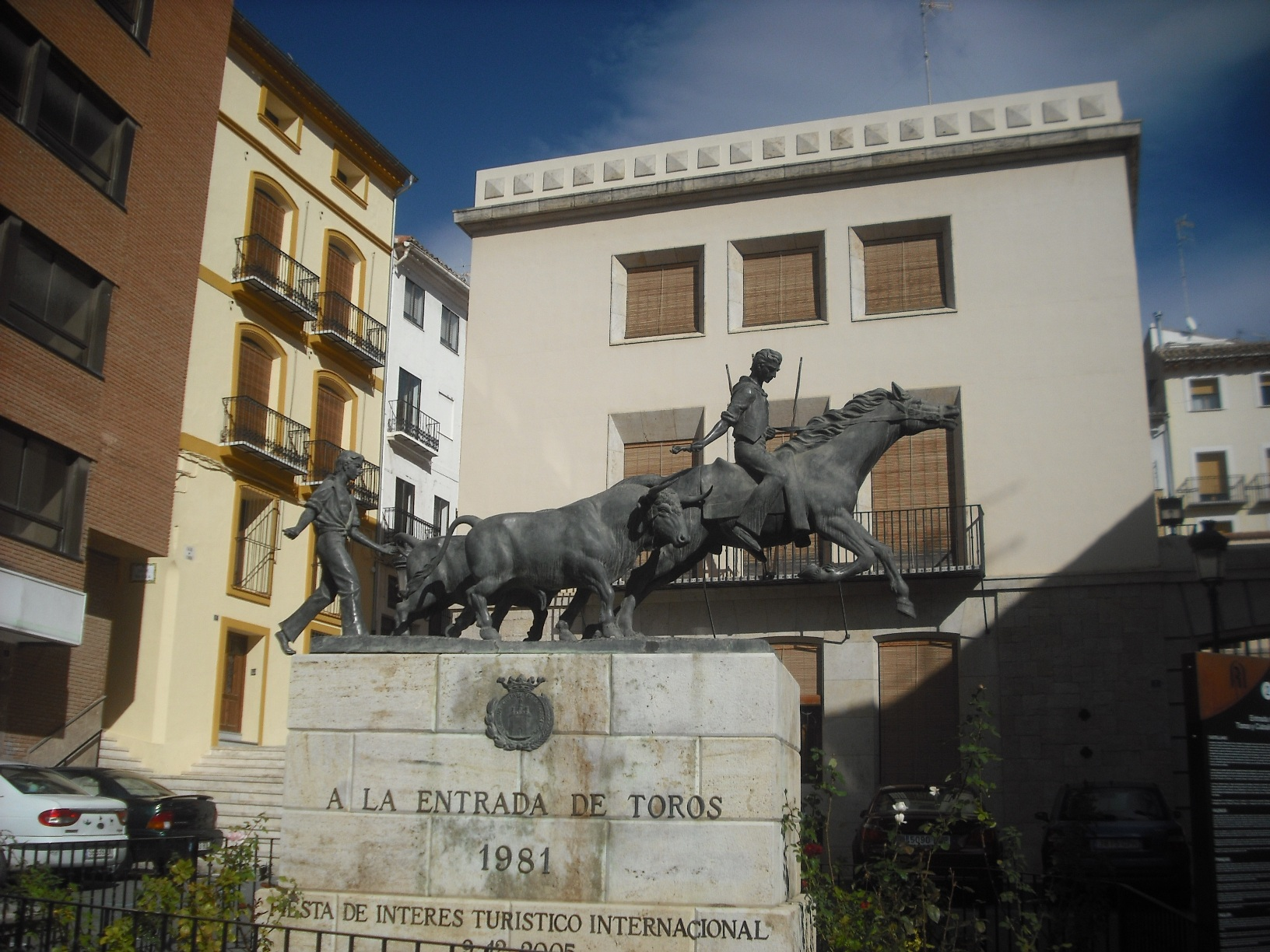
Monument voor de entrada de toros y caballos

Segorbe is een oud, ommuurd stadje met verscheidene bezienswaardige kerken en een middeleeuws stadsbeeld. Dit trekt toeristen uit geheel Europa aan.
In Segorbe vindt jaarlijks in september de semana de Toros plaats die een tweehonderdduizend bezoekers aantrekt. De zgn. entrada de toros y caballos, een stierenren ten koste van zes vechtstieren, is een uit oogpunt van dierenwelzijn uiterst omstreden hoogtepunt hiervan.

## Demografische ontwikkeling
Bron: INE; 1857-2011: volkstellingen
Opm.: In 1857 werd de gemeente Peñalba aangehecht; in 1877 werd Villatorcas aangehecht